# Tassa
La tassa è un tipo di tributo, ovvero una somma di denaro, dovuta allo Stato, che si differenzia dall'imposta in quanto applicata secondo il principio della controprestazione, cioè legata a un pagamento dovuto come corrispettivo per la prestazione a suo favore di un servizio pubblico offerto da un ente pubblico (ad es. tasse portuali e aeroportuali, concessioni, licenze). La tassa è relativa a un servizio di cui un cittadino può decidere se avvalersi o meno, e in generale non è dipendente né dal reddito né dal costo del servizio richiesto. 

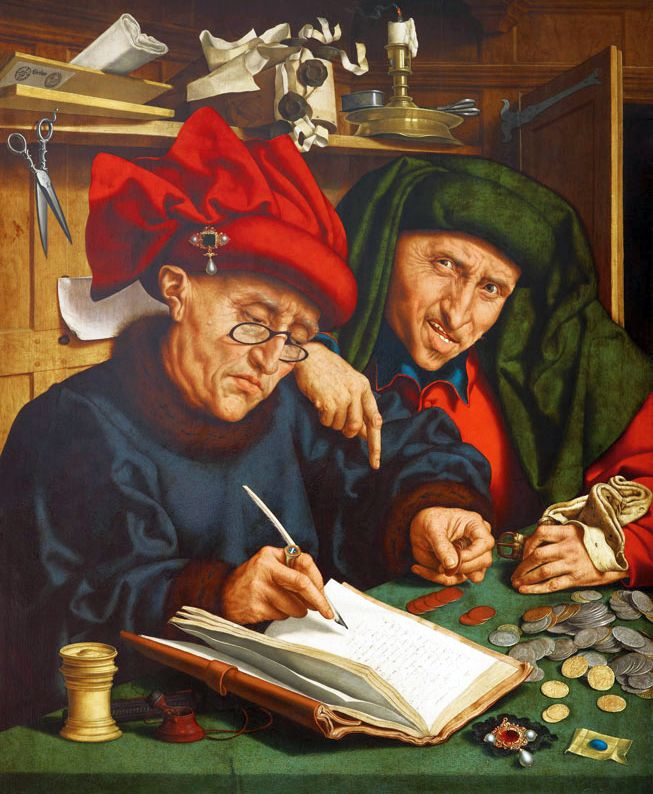
Gli esattori (di Quentin Massys, 1520)

Spesso il termine "tasse" viene usato nel linguaggio corrente per indicare genericamente l'imposizione fiscale. In questo caso è più corretto il termine generico "tributi".

## Descrizione
La distinzione tra tassa e imposta è ereditata dal diritto romano ed è tipica dei Paesi di diritto latino.
Nei Paesi di Common Law (Regno Unito e Stati Uniti) vige da tre secoli il principio del no taxation without representation, ideato all'inizio della Rivoluzione americana. Si tratta di un principio in base al quale i cittadini che pagano i tributi devono essere rappresentati in Parlamento, e i tributi debbano derivare da una decisione parlamentare, in merito a un servizio di cui beneficiano i contribuenti.
Alcuni Paesi hanno adottato un sistema di flat tax, ad aliquota unica o con poche aliquote per le principali imposte. Alcuni ritengono che la semplificazione fiscale, la riduzione delle aliquote riducano l'elusione e l'evasione al limite che in base alla curva di Laffer abbia un'aliquota unica, opportunamente scelta, massimizzi il gettito fiscale. Altri ritengono l'aliquota unica e la riduzione degli scaglioni profondamente iniqua verso i ceti medi e contro il principio di progressività del prelievo fiscale, affermato in varie Costituzioni.
Altri propongono una Tobin tax un prelievo minimo sulle transazioni finanziarie, che darebbe comunque un gettito enorme, visti i volumi di denaro movimentati ogni giorno.
I servizi pubblici divisibili, quali ad esempio l'istruzione e la sanità, possono essere finanziati mediante tasse. Ne sono esempi in Italia le tasse scolastiche e universitarie o i ticket sanitari. Tuttavia, non si deve confondere la tassa con il prezzo di questi servizi. Almeno nell'ordinamento attuale italiano le tasse non coprono completamente il costo di questi servizi, che quindi ricade sulla fiscalità generale e viene finanziato con le imposte. Le giustificazioni, provenienti dalla dottrina economica per tale scelta, sono diverse.
In primo luogo essa si giustifica con la teoria delle esternalità, secondo cui il consumo di determinati servizi produce benefici indiretti, non solo al consumatore, ma all'intera società, giustificandone così il contributo alla copertura dei costi con la fiscalità generale. Facciamo un esempio: l'istruzione universitaria produce benefici per lo studente ma anche per la società di cui viene accresciuto il livello culturale.
In secondo luogo essa si richiama al principio costituzionale della capacità contributiva nel concorso a finanziare le spese pubbliche. Pertanto si ritiene necessario consentire la fruizione dei servizi ai meno abbienti fissando l'importo della tassa al di sotto del costo (o addirittura esentando alcune categorie dal pagamento) e contribuendo per la differenza con la fiscalità generale, che tiene conto di questo principio.
La questione se privilegiare il cosiddetto principio di capacità contributiva affidando il finanziamento dei servizi pubblici, anche divisibili, alle imposte con evidenti vantaggi in termini di redistribuzione della ricchezza, ma con lo svantaggio di svincolare il costo dei servizi stessi dal loro consumo, incoraggiando quindi fenomeni di free riding e di spreco, o passare invece, ove possibile, a una stretta applicazione del principio della controprestazione, accantonando così in parte l'idea redistributiva con una penalizzazione nell'accesso ai servizi dei meno abbienti ma con un maggiore controllo sul loro corretto utilizzo, è al centro del dibattito politico, economico e sociale di molti paesi e molto spesso non ha trovato soluzioni univoche.
Questo principio, nei moderni sistemi tributari è presente in strumenti quali la tariffa (vedi passaggio dalla TARSU alla TIA).

## Tasse imposte e proprietà dei beni pubblici
Le tasse dovrebbero essere utilizzate per realizzare opere e fornire servizi, utili per i contribuenti.
In un secondo momento, sorge il problema della proprietà delle opere, e di chi abbia eventualmente il diritto a incassare un prezzo dai servizi finanziati con le tasse.
La proprietà di un bene è solitamente in capo a chi ne ha sostenuto l'onere finanziario. Analogamente, la proprietà di un'opera pubblica o di un servizio pagato con le tasse dei contribuenti dovrebbe essere in capo allo Stato, che rappresenta gli stessi finanziatori-contribuenti.
Fra le proposte di tassazione ad aliquota unica, quella della tassazione sull'utilizzo dei terreni, muove da considerazioni riguardo al bene pubblico.
Nel 1933, l'economista americano Henry George pubblica "Progress and poverty", nel quale propone una tassazione unica dei possidenti terrieri e l'abolizione di qualsiasi imposta sul reddito, profitto o sul lavoro. Il presupposto era quello che la terra è di proprietà dell'intera collettività, ragione per cui il privato dovrebbe cedere parte della rendita allo Stato con un contributo per l'occupazione del suolo pubblico.
Il "Single Tax Movement" che ne nacque aveva lo scopo di incoraggiare gli investimenti nei fattori della produzione esenti da tasse, il capitale e il lavoro, facendo pagare l'utilizzo del suolo pubblico, indipendentemente dalla capacità del singolo di utilizzarlo in modo efficiente e di trarvi un profitto.

## Legislazione italiana
Il principio del no taxation without representation è recepito nell'ordinamento italiano dove è vietata tramite decreto governativo l'estensione o l'imposizione di nuovi tributi (art. 4 della legge n. 212/2000 - Statuto dei diritti del Contribuente).